# 长柄假福王草
长柄假福王草（学名：Paraprenanthes gracilipes）是菊科假福王草属的植物，为中国的特有植物。分布于中国大陆的四川等地，生长于海拔2,500米的地区，多生在林下，目前尚未由人工引种栽培。